# Sankt Savas kyrka, Trbušnica
Sankt Savas kyrka (serbisk kyrilliska: Црква Светог Саве; latinska: Crkva Svetog Save) är en serbisk-ortodox kyrkobyggnad belägen i byn Trbušnica i kommunen Lazarevac, i Serbiens huvudstad Belgrad.
Kyrkan är helgad åt Sankt Sava, som grundade den Serbisk-ortodoxa kyrkan och var dess första ärkebiskop. Den tillhör Šumadijas stift.

## Bilder

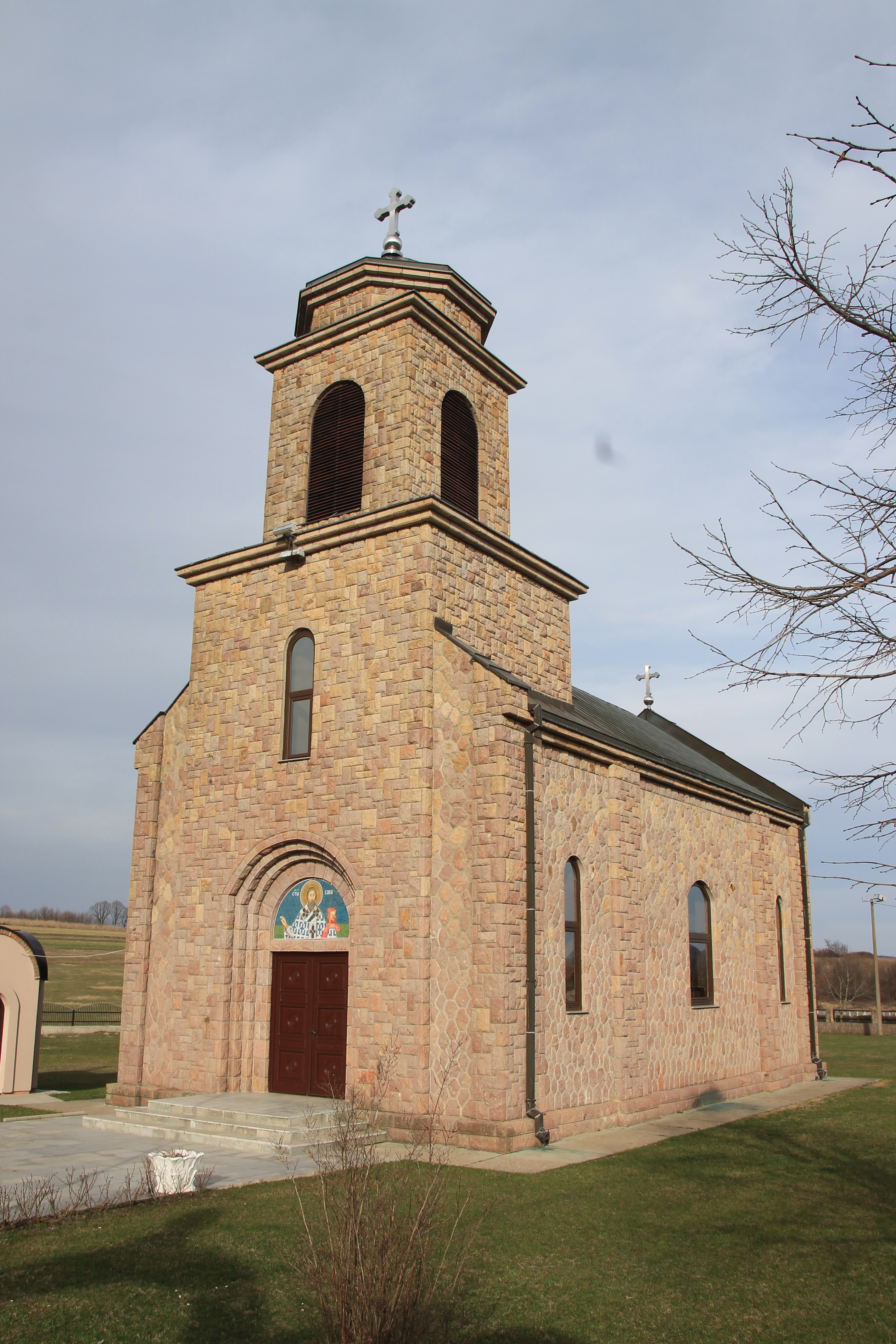
Kyrkan framifrån.
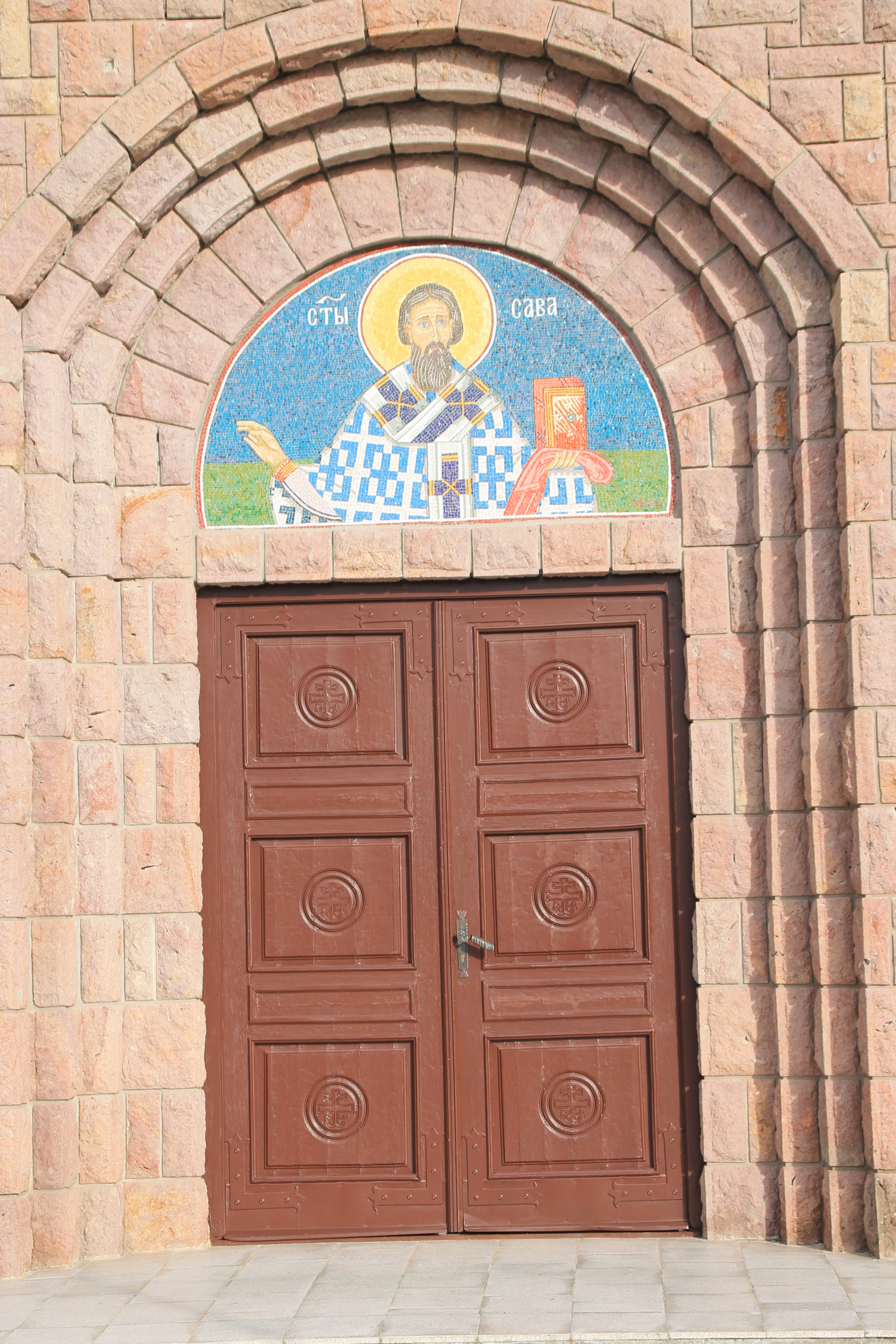
Ingången och en målning föreställande Sankt Sava.